# Carbonado
|  | Per a altres significats, vegeu «Carbonado (Washington)». |

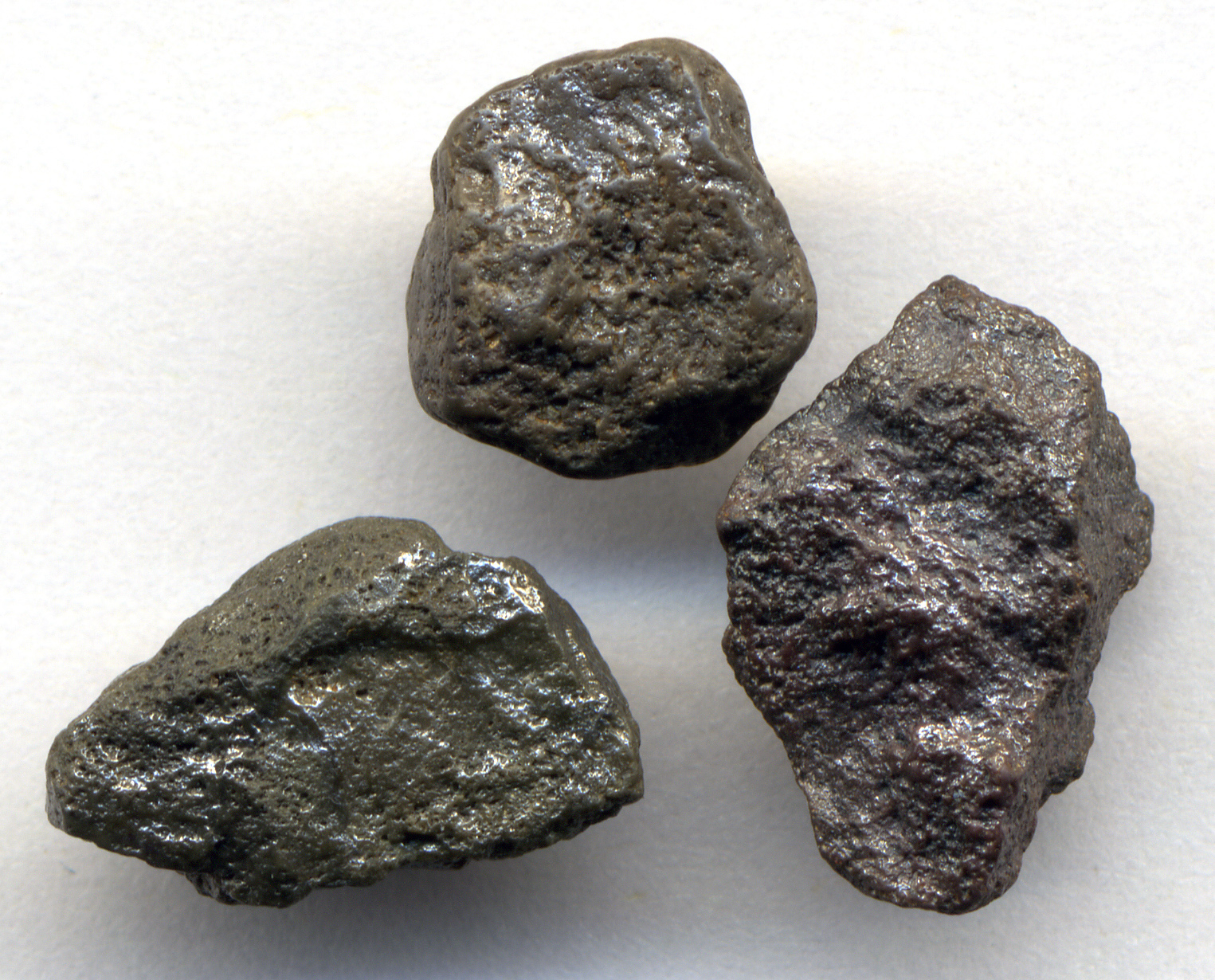
Tres diamants negres o carbonados. Trobats entre Bangui i Berbérati (República Centreafricana.).

El carbonado o diamant negre és la varietat natural de diamant més resistent. Es tracta d'un aglomerat policristal·lí de cristalls de diamant, grafit i carboni amorf. Els carbonados foren descoberts al Brasil cap al 1840. Reberen el seu nom portuguès perquè s'assemblaven al carbó.
Es troba, principalment, en dipòsits al·luvials de la República Centreafricana i Brasil.

## Propietats
Els carbonados són pedres opaques de color negre o grisenc. Hi ha exemplars de colors verdosos o groguencs. Estan formats per un agregat de gra molt fi, a base de diamants cristal·lins microscòpics, grafit i carboni amorf. També poden contenir altres minerals.
La seva estructura és porosa, basada en formacions dendrítiques d'octàedres microscòpics i concrecions irregulars. A vegades forma concrecions regulars. Les dimensions dels carbonados són relativament grans, de l'ordre de 10 mm de diàmetre de mitjana, amb un pes de fins a 20 quirats. No són rars els exemplars que pesen centenars de quirats.

### Densitat
Menor que la del diamant. Varia entre 3,13 i 3,46 g/cm³.

### Altres detalls
Els carbonados, amb la seva estructura poli-cristal·lina i la presència de porositats, tenen propietats mecàniques irregulars. Els porus interns i l'absència de plans d'exfoliació fan que la seva talla sigui molt difícil i la causa de molt material de rebuig.
- Dos diamants negres famosos, amb qualitats gemmològiques, l'Esprit de Grisogono i el Korloff negre, provocaren el 47% i el 70% de rebuig, respectivament.[5]

### Luminescència
Els diamants negres presenten una forta luminescència (fotoluminescència i electroluminescència a la vegada) provocada per la presència de nitrogen i pels espais buits de la seva estructura cristal·lina. Les anàlisis d'aquesta luminescència demostren que hi va haver presència de materials radioactius en el procés de formació dels carbonados.